# Marietta (Ohio)
Marietta – miasto w Stanach Zjednoczonych, w południowej części stanu Ohio, nad graniczną ze stanem Wirginia Zachodnia rzeką Ohio. Jest siedzibą władz hrabstwa Washington. Miasto zostało założone w 1788 roku, co czyni je najstarszym miastem w stanie. 

## Geneza nazwy
Nazwa miasta została nadana na cześć królowej Francji Marii Antoniny. Francuska królowa została uhonorowana w ten sposób z uwagi na jej oddanie dla sprawy amerykańskiej i przekonanie króla Francji do udzielenia amerykanom pomocy finansowej oraz militarnej w czasie wojny z Wielką Brytanią.

## Klimat
Miasto leży w strefie klimatu subtropikalnego, wilgotnego, z gorącym latem, należącego według klasyfikacji Köppena do strefy Cfa. Średnia temperatura roczna wynosi 12,1 °C, a opady 1056,6 mm (w tym do 44,2 cm opadów śniegu). Średnia temperatura najcieplejszego miesiąca – lipca wynosi 23,7 °C, podczas gdy najzimniejszego – stycznia –0,6 °C. Rekordowe najwyższe i najniższe temperatury wyniosły odpowiednio 38,9 °C i –30,6 °C.